# 위례솔중학교
위례솔중학교(慰禮솔中學校)는 대한민국 서울특별시 송파구 거여동에 있는 공립 중학교이다.

## 학교 연혁
- 2022년 3월 1일 : 초대 이창우 교장 취임
- 2022년 3월 2일 : 신입생 입학식(188명, 남 89명, 여 98명)
- 2023년 2월 3일 : 제1회 졸업식(71명)
- 2023년 3월 2일 : 제2회 입학식(184명)
- 2024년 3월 4일 : 제3회 입학식 (296명)

## 참고 자료
- 위례솔중학교 - 한국교육학술정보원 학교알리미